# Canton de Lons-le-Saunier-2
Le canton de Lons-le-Saunier-2 est une circonscription électorale française du département du Jura.

## Histoire
Un nouveau découpage territorial du Jura entre en vigueur à l'occasion des élections départementales de 2015. Il est défini par le décret du 17 février 2014, en application des lois du 17 mai 2013 (loi organique 2013-402 et loi 2013-403). Les conseillers départementaux sont, à compter de ces élections, élus au scrutin majoritaire binominal mixte. Les électeurs de chaque canton élisent au Conseil départemental, nouvelle appellation du Conseil général, deux membres de sexe différent, qui se présentent en binôme de candidats. Les conseillers départementaux sont élus pour 6 ans au scrutin binominal majoritaire à deux tours, l'accès au second tour nécessitant 12,5 % des inscrits au 1er tour. En outre la totalité des conseillers départementaux est renouvelée. Ce nouveau mode de scrutin nécessite un redécoupage des cantons dont le nombre est divisé par deux avec arrondi à l'unité impaire supérieure si ce nombre n'est pas entier impair, assorti de conditions de seuils minimaux. Dans le Jura, le nombre de cantons passe ainsi de 34 à 17.
Le canton de Lons-le-Saunier-2 est formé de communes des anciens cantons de Lons-le-Saunier-Sud (11 communes) et d'une fraction de la commune de Lons-le-Saunier. Il est entièrement inclus dans l'arrondissement de Lons-le-Saunier. Le bureau centralisateur est situé à Lons-le-Saunier.

## Représentation
| Période élective | Période élective | Mandat | Mandat   | Identité               | Nuance | Nuance | Qualité |
| ---------------- | ---------------- | ------ | -------- | ---------------------- | ------ | ------ | --- |
| 2015             | 2021             | 2015   | 2021     | Annie Audier           |        | DVD    | Ancienne commerçante, Macornay                                                                                         |
| 2015             | 2021             | 2015   | 2021     | Cyrille Brero          |        | DVD    | Ancien journaliste Conseiller municipal de Lons-le-Saunier jusqu'en 2020 10ème Vice-Président du Conseil départemental |
| 2021             | 2028             | 2021   | en cours | Cyrille Brero          |        | DVD    | Conseiller sortant Troisième vice-président chargé de l'éducation, la vie associative et la jeunesse                   |
| 2021             | 2028             | 2021   | en cours | Yoanna Wancauwenberghe |        | DVD    | Conseillère municipale de Gevingey                                                                                     |

### Résultats détaillés

#### Élections de mars 2015
À l'issue du 1er tour des élections départementales de 2015, deux binômes sont en ballottage : Annie Audier et Cyrille Brero (UMP, 40,29 %) et Viviane Lutz Epouse Ferrari et Christophe Perny (Union de la Gauche, 25,76 %). Le taux de participation est de 53,74 % (5 532 votants sur 10 294 inscrits) contre 56,35 % au niveau départemental et 50,17 % au niveau national.
Au second tour, Annie Audier et Cyrille Brero (UMP) sont élus avec 60,32 % des suffrages exprimés et un taux de participation de  51,03 % (2 847 voix pour 5 252 votants et 10 292 inscrits).

#### Élections de juin 2021
Le premier tour des élections départementales de 2021 est marqué par un très faible taux de participation (33,26 % au niveau national). Dans le canton de Lons-le-Saunier-2, ce taux de participation est de 36,22 % (3 531 votants sur 9 749 inscrits) contre 35,65 % au niveau départemental. À l'issue de ce premier tour, deux binômes sont en ballottage : Cyrille Brero et Yoanna Wancauwenberghe (Union à droite, 37,57 %) et Ivan Bourgeois et Emilie Gougeon (DVG, 22,71 %).
Le second tour des élections est marqué une nouvelle fois par une abstention massive équivalente au premier tour. Les taux de participation sont de 34,36 % au niveau national, 37,47 % dans le département et 37,17 % dans le canton de Lons-le-Saunier-2. Cyrille Brero et Yoanna Wancauwenberghe (Union à droite) sont élus avec 57,4 % des suffrages exprimés (1 931 voix pour 3 624 votants et 9 749 inscrits),,.

## Composition
| Nom                                     | Code Insee | Intercommunalité                           | Superficie (km2) | Population (dernière pop. légale)               | Densité (hab./km2) | Modifier                                    |
| --------------------------------------- | ---------- | ------------------------------------------ | ---------------- | ----------------------------------------------- | ------------------ | ------------------------------------------- |
| Lons-le-Saunier (bureau centralisateur) | 39300      | CA Espace communautaire Lons Agglomération | 7,68             | Fraction : 9 192 (2022) Commune : 16 942 (2022) | 2 206              | modifier les données · modifier les données |
| Bornay                                  | 39066      | CA Espace communautaire Lons Agglomération | 6,76             | 182 (2022)                                      | 27                 | modifier les données · modifier les données |
| Chilly-le-Vignoble                      | 39146      | CA Espace communautaire Lons Agglomération | 3,07             | 598 (2022)                                      | 195                | modifier les données · modifier les données |
| Courbouzon                              | 39169      | CA Espace communautaire Lons Agglomération | 3,35             | 584 (2022)                                      | 174                | modifier les données · modifier les données |
| Frébuans                                | 39241      | CA Espace communautaire Lons Agglomération | 2,65             | 388 (2022)                                      | 146                | modifier les données · modifier les données |
| Geruge                                  | 39250      | CA Espace communautaire Lons Agglomération | 4,36             | 189 (2022)                                      | 43                 | modifier les données · modifier les données |
| Gevingey                                | 39251      | CA Espace communautaire Lons Agglomération | 5,90             | 441 (2022)                                      | 75                 | modifier les données · modifier les données |
| Macornay                                | 39306      | CA Espace communautaire Lons Agglomération | 4,60             | 1 027 (2022)                                    | 223                | modifier les données · modifier les données |
| Messia-sur-Sorne                        | 39327      | CA Espace communautaire Lons Agglomération | 2,69             | 891 (2022)                                      | 331                | modifier les données · modifier les données |
| Moiron                                  | 39334      | CA Espace communautaire Lons Agglomération | 1,85             | 133 (2022)                                      | 72                 | modifier les données · modifier les données |
| Trenal                                  | 39537      | CA Espace communautaire Lons Agglomération | 9,54             | 471 (2022)                                      | 49                 | modifier les données · modifier les données |
| Vernantois                              | 39552      | CA Espace communautaire Lons Agglomération | 6,99             | 287 (2022)                                      | 41                 | modifier les données · modifier les données |
| Canton de Lons-le-Saunier-2             | 3908       |                                            |                  | 14 383 (2022)                                   |                    | modifier les données                        |

Le canton de Lons-le-Saunier-2 comprend :
1. dix communes entières,
2. la partie de la commune de Lons-le-Saunier non incluse dans le canton de Lons-le-Saunier-1.

À la suite du décret du 5 mars 2020, la commune de Trenal est entièrement rattachée au canton de Lons-le-Saunier-2.

## Démographie
En 2022, le canton comptait 14 383 habitants, en évolution de −1,94 % par rapport à 2016 (Jura : −0,81 %, France hors Mayotte : +2,11 %).
| 2013   | 2018   | 2022   |
| ------ | ------ | ------ |
| 14 564 | 14 788 | 14 383 |